# Stenče
Stenče (makedonska: Стенче) är en ort i Nordmakedonien. Den ligger i kommunen Brvenica, i den västra delen av landet, 40 kilometer väster om huvudstaden Skopje. Stenče ligger 563 meter över havet och antalet invånare är 276.